# Сика (нож)
Сика је био кратак мач или дугачки бодеж древних Трачана, Дачана и Илира, такође коришћен у древном Риму, пореклом из Халштатске културе. Првобитно је приказиван као закривљен мач и многи примерци су пронађени на простору данашње Албаније, Румуније, Босне, Бугарске и Србије. Такође је приказан на Трајановом стубу посебно је приказан дачански краљ Децебал како извршава самоубиство са једним ножем те
врсте.

## Врсте
Са типолошке тачке гледишта, иако постоји јака тенденција ка стандардизацији, Сика бодежи могу да се разврстају у три главне групе, које се разликују само по морфолошким аспектима, али не и по функцији.
Први тип одликује чврстина, понекад изломљеног облика одмах након средњег дела ножа, са кратким и оштрим врхом, са благом закривљеношћу, кратком дршком, најчешће троугластог облика, која има рупу за фиксирање закивка близу сечива. Оштрица има урезане орнаменте, а фулер је дубоко урезани у сечиво. Ове карактреистике нису опште, једне сталне карактеристике за ову врсту биле су приближно слична величина и облик.
Други тип се морфолошки гледано не разликује много, нема чврст облик првог типа, али има дужу оштрицу са фулером, и најчешће, уметнуту плочицу која је кратка и троугластог облика.
Трећи тип, је најбројнији, обухвата низ бодежа карактеристичних по дугој оштрици, елегантној изради у највећем броју случајева, по орнаментици коју чине урезани кругови и/или линије дуж оштрице, присуству фулера и уметном плочицом дугачком колико и цела дршка. Ови карактеристични елементи се могу наћи или сви заједно, или неки комад слике има једну или више ових карактеристичних особина. Величина показује релативну стандардизацију, дужине између 30 cm и 40 cm и око 3 cm ширине. Хронолошки гледано, ова врста бодежа се најчешће јавља у првом и другом веку пре нове ере.

## Значај
Карактеристичан облик је дизајниран да би се заобишао штит противника, и да би он могао да се убоде или посече по леђима. Пошто су противници гладијатора углавном носили суктум (велики штит), оружје као што је сика је било неопходно да би дуел био више него узбудљив.
Декорација бодежа, изузетно сложена, са духовним, уметничким и симболичним  значајем. На ножу су били урезани геометријски облици, али такође орлови и змије, у ком случају би њихова шематизација захтевала постојање одређеног “кода”, или су они амблем који је наглашавао припадност одређеном братству или извесан друштвени статус, али су могли имати укључену и мистичну-магијску компоненту.
Из претходних чињеница се може закључити да је сика нож представљао важан историјски артефекат који, због свог значаја и улоге коју је имао у тракијском свету, доприноси разумевању социјалних и војних механизма овог друштва, и кроз посебне духовне димензије до рецепције нове стране религијског мозаика овог народа. Од свих закривљених оружја коришћених у Тракијској области, сика ножеви су једини који чине везу између Јужних Трачана и Северних Трачана до Дунава, који је исто распрострањен на обе стране реке.

## Порекло имена
Према речнику Dictionnare des Antiquites Grecques et Romaines, tome 4, volume 2(R-S) — име сика потиче из прото-индоевропског корена сек-, што значи сећи или пресек. Римски аутор Валерије Максим, III,2.12, је рекао да је сика дачански назив за закривљен кратки мач/ већи нож овог типа. У српком језику се и даље користе речи сећи, сикира (архаично од секира), сечиво.

## Илири
Римљани су сматрали да је сика препознатљиво илирско оружје. Главно оружје Илира за борбу прса у прса била је сика. Према историчару Џону Виликесу: “Иако је кратки закривљен мач коришћен од стране неколико народа Медитерана, Римљани су сматрали да је сика посебно илирско оружје, које су користиле прикривене убице (сикаријуси)”.